# 조 스윈슨

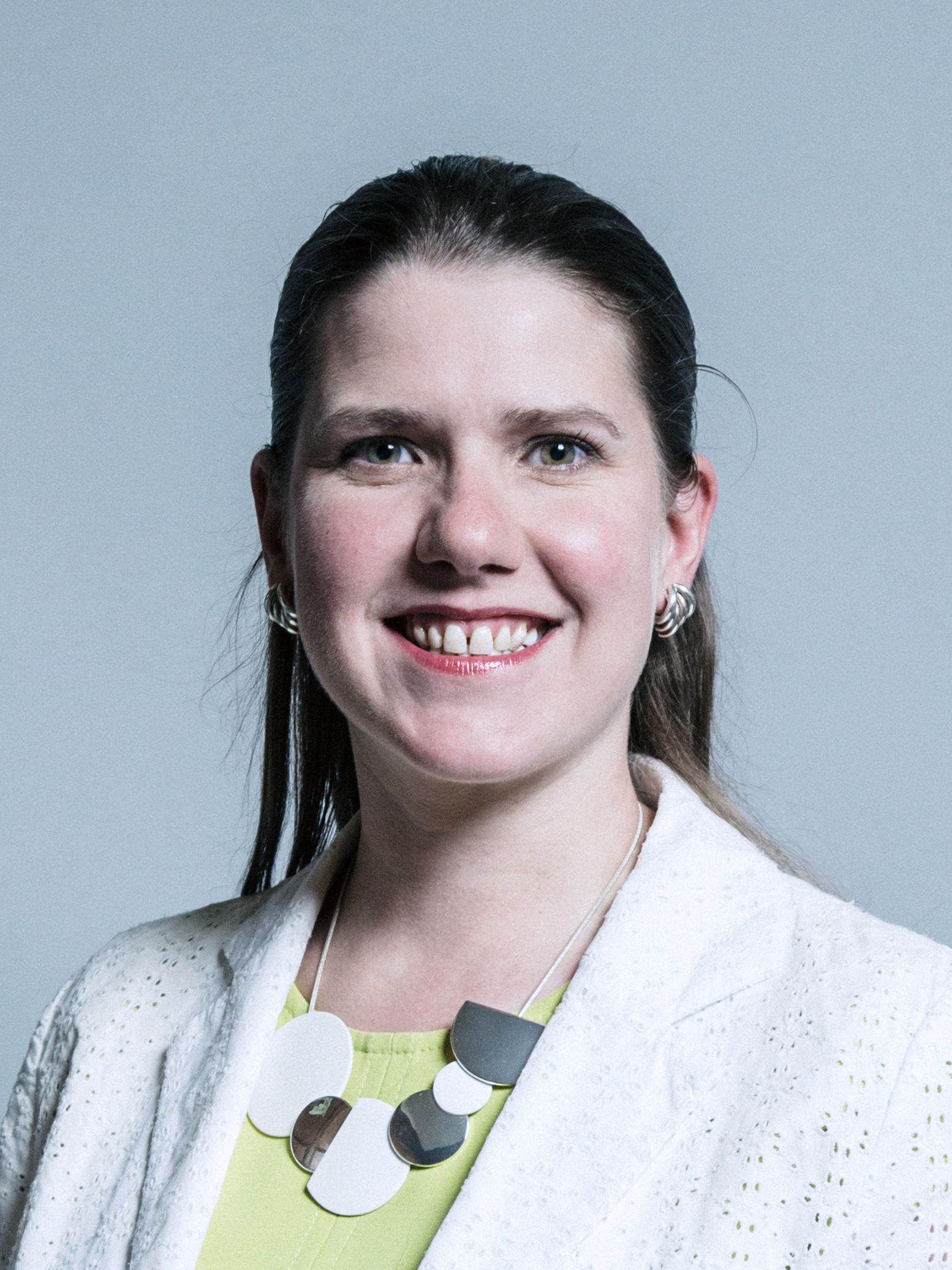
조 스윈슨

조앤 케이트 스윈슨(영어: Joanne Kate Swinson, 1980년 2월 5일 ~ )은 영국 스코틀랜드 출신 정치인으로, 2019년 이래 자유민주당(이하 자민당)의 대표이다. 그는 자민당 최초의 여성 대표이자 최연소 대표이다. 2005년부터 2015년까지 이스트던바턴셔 선거구의 국회의원을 역임했으며, 2017년에 국회의원직에 복귀했다.
런던 정치경제대학교에서 수학했으며, 잠시 홍보 관련 근무를 한 적이 있다. 국회의원으로 당선되었을 때 그는 영국 역사상 최연소 국회의원이었다. 자민당 내에서 스코틀랜드, 여성, 평등, 공동체, 지방정부, 외교, 영연방 분야의 대변인직을 맡았다.
2010년 자민당이 보수당과 연정을 구성하자, 스윈슨은 닉 클레그 부총리의 원내보좌관을 지냈으며, 이후 고용관계 및 우편통상 정무차관을 역임했다. 2015년 국회의원 재선에 실패했으나, 2년 후 조기총선에서 원내 복귀에 성공했다. 재선 직후 만장일치로 자민당 부대표에 선출되었으며, 2019년 7월 은퇴한 빈스 케이블 전 대표의 후임을 선출하는 전당대회에서 에드 데이비를 꺾고 신임 당대표로 선출되었다.
2019년 9월 17일 자민당 연방회의에서 첫 연설을 가졌으며, 보리스 존슨 총리를 두고 "브렉시트 협상을 1개월 안에 할 수 있는 줄 아는데, 어제 기자회견 때 못 한다고 말한 것을 보면, 별 기대를 갖지는 않겠다"고 비판했다.

## 역대 선거 결과
| 선거명      | 직책명                               | 대수 | 정당       | 득표율 | 득표수   | 결과 | 당락                         |
| ----------- | ------------------------------------ | ---- | ---------- | ------ | -------- | ---- | ---------------------------- |
| 2001년 선거 | 하원의원 (킹스턴어폰헐이스트 선거구) | 53대 | 자유민주당 | 14.94% | 4,613표  | 2위  | 낙선                         |
| 2003년 선거 | 의원 (스트라스켈빈 베어스덴)         | 2대  | 자유민주당 | 14.00% | 4,950표  | 3위  | 낙선                         |
| 2005년 선거 | 하원의원 (이스트던바턴셔 선거구)     | 54대 | 자유민주당 | 41.81% | 19,533표 | 1위  | 이스트던바턴셔 하원의원 당선 |
| 2010년 선거 | 하원의원 (이스트던바턴셔 선거구)     | 55대 | 자유민주당 | 38.69% | 18,551표 | 1위  | 이스트던바턴셔 하원의원 당선 |
| 2015년 선거 | 하원의원 (이스트던바턴셔 선거구)     | 56대 | 자유민주당 | 36.31% | 19,926표 | 2위  | 낙선                         |
| 2017년 선거 | 하원의원 (이스트던바턴셔 선거구)     | 57대 | 자유민주당 | 40.58% | 21,023표 | 1위  | 이스트던바턴셔 하원의원 당선 |
| 2019년 선거 | 하원의원 (이스트던바턴셔 선거구)     | 58대 | 자유민주당 | 36.81% | 19,523표 | 2위  | 낙선                         |